# Cải tạo Sao Hỏa

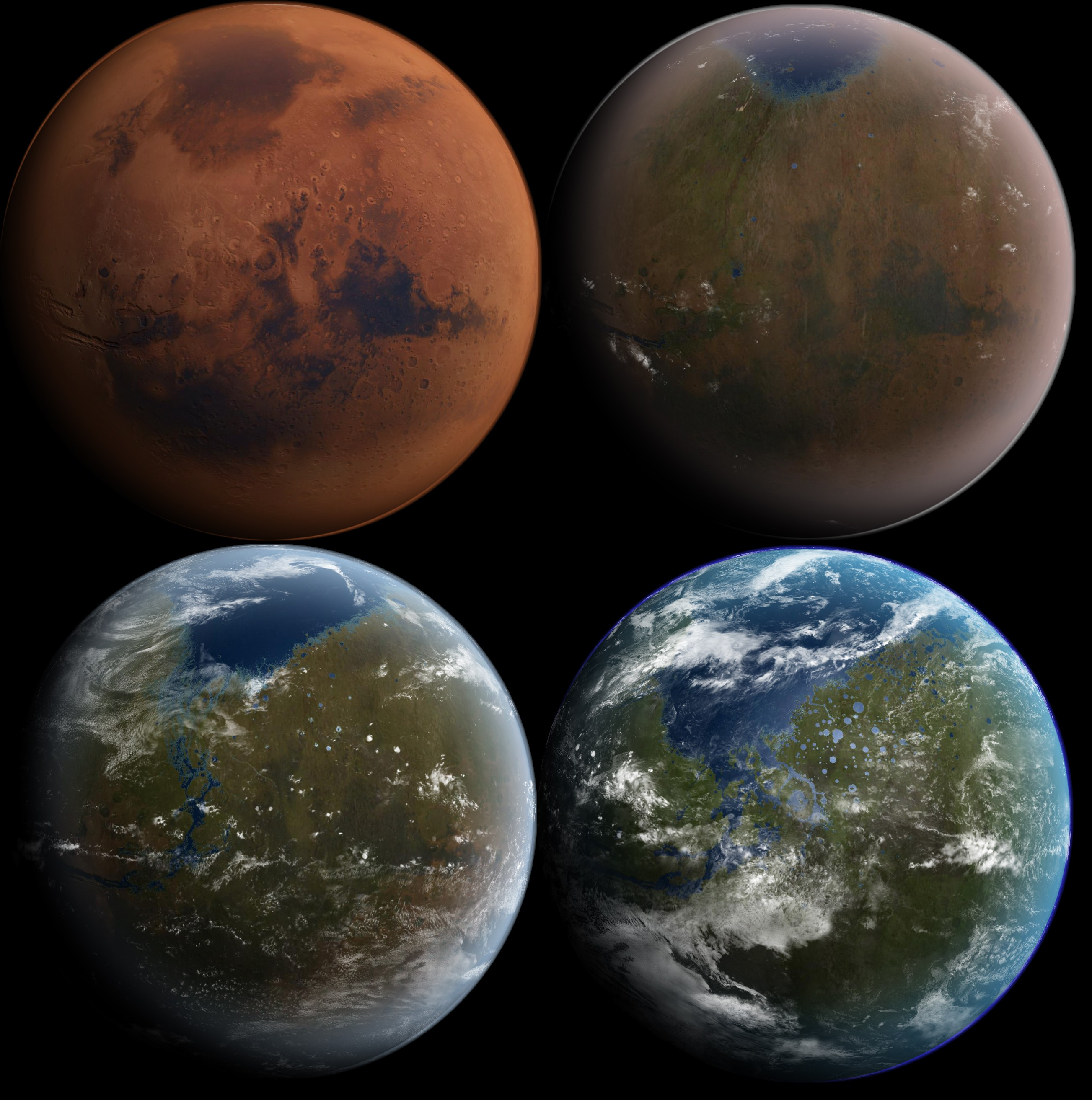
Ý tưởng phác họa của một họa sĩ về quá trình cải sinh Sao Hỏa.

Cải tạo Sao Hỏa là một quá trình giả định mà các nhà khoa học sẽ biến đổi khí hậu của Sao Hỏa, đặc điểm bề mặt, và các thuộc tính ban đầu với mục đích tạo nên một môi trường phù hợp cho sự sống con người, nhằm khiến việc khai phá Sao Hỏa trở nên an toàn và ổn định hơn với con người.
Ý tưởng dựa trên giả thuyết rằng môi trường của một hành tinh có thể được biến đổi bằng các tác động nhân tạo. Tuy nhiên, tính khả thi của việc tạo ra một bầu khí quyển trên Sao Hỏa vẫn chưa rõ ràng. Đã có một vài phương pháp được đề xuất trong cuộc họp, trong đó mặc dù có những phương pháp tiêu tốn rất nhiều tài nguyên và tiền bạc, có những phương pháp mà có thể thực hiện được bằng công nghệ hiện tại và trong tương lai.

## Động cơ và vấn đề đạo lý
Sự gia tăng dân số và nhu cầu sử dụng tài nguyên trong tương lai có thể buộc con người phải khai phá các hành tinh khác ngoài Trái Đất, như Sao Hỏa, Mặt Trăng, và các hành tinh xung quanh. Việc định cư vũ trụ sẽ giúp việc khai thác năng lượng và các nguồn tài nguyên của Hệ Mặt Trời dễ dàng hơn.
Trong nhiều khía cạnh, Sao Hỏa là hành tinh giống Trái Đất nhất trong các hành tinh còn lại của Hệ Mặt Trời. Sao Hỏa được tin rằng đã từng có một môi trường khá giống Trái Đất ở thời kỳ đầu lịch sử của nó, với một khí quyển dày hơn và lượng nước dồi dào nhưng đã mất dần trong hàng trăm triệu năm. Với nền móng tương tự và khoảng cách gần với Trái Đất, Sao Hỏa là một trong những mục tiêu cải tạo hiệu quả và dễ dàng nhất trong Hệ Mặt Trời.
Việc xem xét những vấn đề đạo lý của quá trình cải sinh bao gồm khả năng hủy diệt hoặc thay thế sự sống trên Sao Hỏa, thậm chí là vi sinh vật, nếu nó tồn tại.

## Thách thức và giới hạn
Môi trường Sao Hỏa hiện hữu một số các thách thức cần khắc phục và việc mở rộng quy mô cải tạo có thể bị giới hạn bởi các nhân tố môi trường chính.

### Trọng trường yếu
Trọng lực trên bề mặt Sao Hỏa chỉ bằng 38% so với Trái Đất. Các nhà khoa học không rõ liệu trọng lực của nó có đủ để ngăn chặn các vấn đề sức khỏe xuất hiện ở môi trường không trọng lực hay không.
Hơn nữa, trọng lực thấp của Sao Hỏa sẽ khiến nó khó có thể giữ lại bầu khí quyển như Trái Đất hay Sao Kim. Trái Đất và Sao Kim đều có bầu khí quyển dày đặc bao quanh, mặc dù chúng phải hứng chịu nhiều hơn những cơn gió mặt trời mà sẽ thổi bay những vật chất khí trên hành tinh. Việc duy trì các nguồn khí trên Sao Hỏa có thể là cần thiết để đảm bảo rằng một bầu khí quyển đậm đặc cho con người được duy trì trong thời gian dài.

### Hứng chịu những ảnh hưởng của vũ trụ
Sao Hoả thiếu một từ quyển để làm giảm bức xạ mặt trời và giữ lại bầu khí quyển. Các nhà khoa học tin rằng các trường từ được dò thấy trên Sao Hỏa là dấu tích còn lại của từ quyển mà đã biến mất vào thời kỳ đầu của Sao Hỏa.
Việc thiếu đi từ quyển là một lý do gây nên bầu khí quyển mỏng manh của Sao Hỏa. Các nguyên tử của gió mặt trời bên trong khí quyển Sao Hỏa đã được phát hiện bởi các máy dò bay trên quỹ đạo Sao Hỏa, Sao Kim. Tuy nhiên, rõ ràng chứng minh rằng sự thiếu đi một từ quyển sẽ không làm mất đi khí quyển dày đặc của nó.
Trái Đất chứa rất nhiều nước bởi vì tầng điện ly chịu ảnh hưởng của từ quyển. Các ion Hydro hiện diện trong tầng điện ly di chuyển rất nhanh do có khối lượng nhỏ, nhưng vẫn không thể thoát ra ngoài vũ trụ được bởi quỹ đạo của chúng sẽ bị uốn cong trở lại bầu khí quyển dưới tác dụng của từ trường. Sao Kim có bầu khí quyển dày đặc, nhưng dấu vết của hơi nước chỉ ở mức 20 ppm do nó không có từ trường. Nước trong khí quyển của Sao Hỏa cũng bị thoát vào vũ trụ. Trái Đất còn được tăng cường sự bảo vệ bởi tầng ozone. Tia cực tím đã bị ngăn chặn trước khi nó có thể xâm nhập khí quyển và phân giải nước thành hydro và oxy. Bởi vì chỉ có số ít hơi nước tồn tại ở tầng đối lưu và tầng ozone nằm phía trên tầng bình lưu, nên chỉ một lượng nước nhỏ bị phân giải thành hydro và oxy.
Từ trường của Trái Đất là 31µT. Sao Hỏa cũng sẽ cần một từ trường mạnh tương đương như vậy để bù đắp ảnh hưởng của những cơn gió mặt trời. Công nghệ tạo ra một từ trường bao phủ hành tinh hiện vẫn chưa xuất hiện. Tầm quan trọng của từ quyển đã được đặt dấu hỏi. Trong quá khứ, Trái Đất đã từng có những giai đoạn mà từ quyển đổi hướng, nhưng sự sống vẫn tiếp diễn. Bầu khí quyển dày đặc giống như Trái Đất có thể bảo vệ Sao Hỏa trước bức xạ mặt trời trong điều kiện thiếu từ quyển.

## Thuận lợi

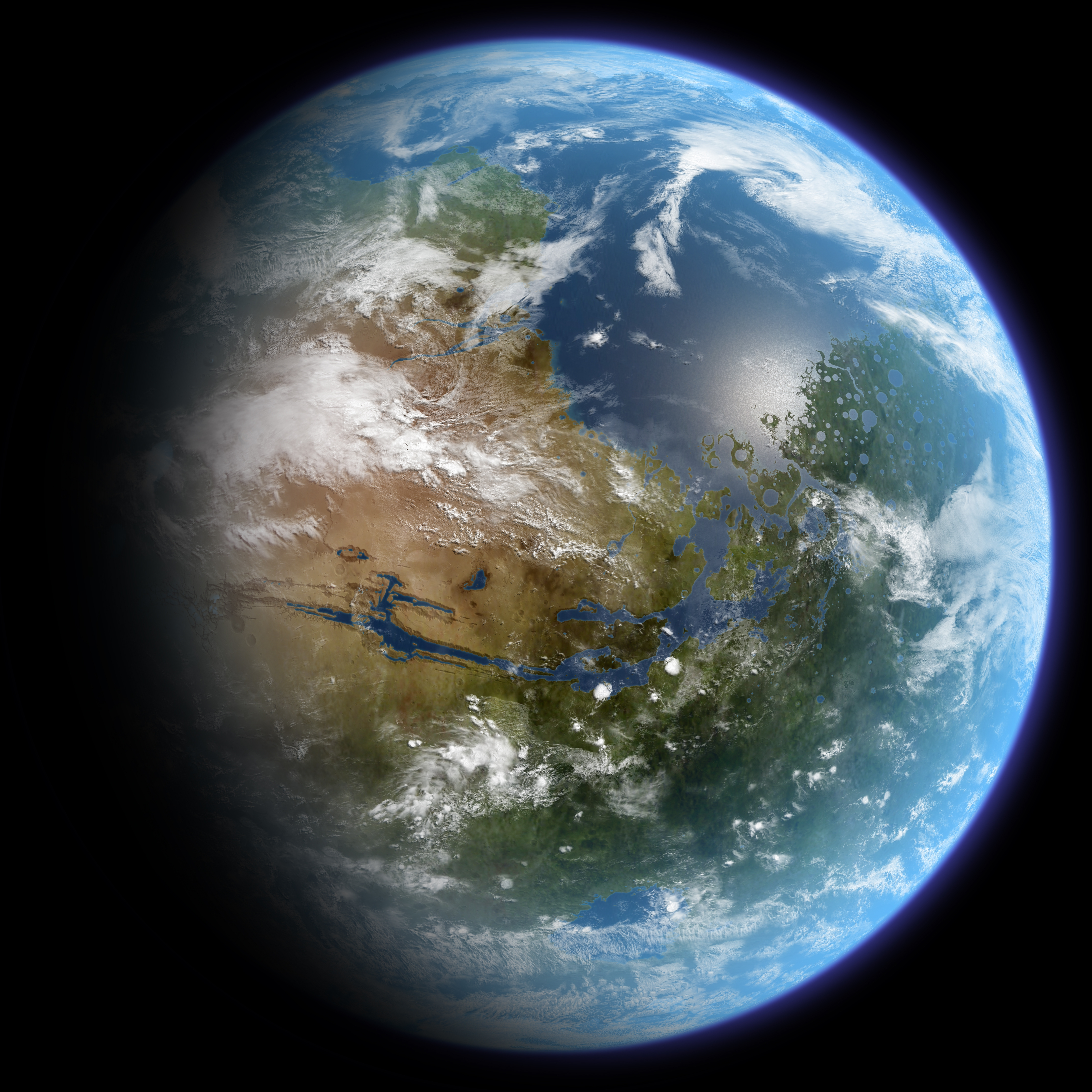
Sao Hỏa được cải sinh trên giả thuyết

Theo các nhà lý luận hiện đại, Sao Hỏa nằm bên ngoài rìa của "vùng cư trú được", một vùng trong Hệ Mặt Trời mà thích hợp cho sự sống. Sao Hỏa nằm ở phần biên của vùng được biết đến với tên gọi là "vùng cư trú mở rộng" nơi mà các khí nhà kính dày đặc có thể tạo ra một áp suất khí quyển vừa đủ để giúp nước tồn tại ở dạng lỏng trên bề mặt hành tinh. Do đó, Sao Hỏa có tiềm năng hỗ trợ thủy quyển và sinh quyển.
Sự thiếu hụt cả từ trường và các hoạt động địa chất trên Sao Hỏa có thể là do kích thước nhỏ bé của nó, khiến cho phần lõi Sao Hỏa nguội nhanh hơn nhiều so với Trái Đất, mặc dù chi tiết của quá trình đó vẫn chưa được nghiên cứu rõ ràng. Các nhà khoa học cho rằng Sao Hỏa đã từng có một môi trường tương tự như Trái Đất ở giai đoạn đầu trong quá trình phát triển của nó. Mặc dù nước đã từng hiện diện trên bề mặt Sao Hỏa, giờ đây nước chỉ tồn tại trên 2 cực, là những tầng đóng băng bên dưới bề mặt của hành tinh. Ngày 26/9/2013, các nhà khoa học NASA thông báo robot tự hành Curiosity đã phát hiện lượng nước lớn chiếm 1.5-3% khối lượng của mẫu đá ở vùng đồng bằng Aeolis Palus khu vực miệng núi lửa Gale.
Đất đá và khí quyển Sao Hỏa có chứa nhiều nguyên tố chính cần thiết cho sự sống. Một lượng lớn băng nước tồn tại bên dưới bề mặt Sao Hỏa, cũng như trên bề mặt 2 cực, đang tồn tại ở dạng hỗn hợp với đá khô, CO2 đóng băng. Lượng đáng kể nước được lưu trữ ở cực nam của Sao Hỏa, nếu tan chảy, sẽ tương đương với một đại dương sâu 11m bao phủ toàn bộ hành tinh. Băng khô CO2 ở 2 cực bay hơi vào khí quyển vào mùa hè trên Sao Hỏa, và những lượng nhỏ nước còn sót lại, sẽ nhanh chóng bị những trận gió với vận tốc lên tới 400 km/h thổi bay. Sự thay đổi các mùa đưa một lượng lớn bụi và hơi nước vào trong khí quyển, có tiềm năng tạo thành những đám mây kết tủa như Trái Đất. Hầu hết oxy trên khí quyển Sao Hỏa tồn tại trong CO2 - thành phần chính của khí quyển hành tinh này. Phân tử O2 chỉ tồn tại với một lượng rất nhỏ. Lượng lớn nguyên tố oxy cũng được tìm thấy trong sắt oxit trên bề mặt Sao Hỏa, và trong đất đá, dưới dạng các Nitrat. Một phân tích mẫu đá của tàu đổ bộ Phoenix đã chỉ ra sự hiện diện của perchlorat, hợp chất hóa học được sử dụng để phân giải oxy trong các thiết bị sản xuất oxy bằng phương pháp hóa học. Điện phân cũng có thể được sử dụng để phân giải nước trên Sao Hỏa thành oxy và hydro.

## Các chiến lược và phương pháp được đề xuất
|                      | Sao Hoả | Trái Đất |
| Áp suất              | 0.6kPa  | 101.3kPa |
| Carbon dioxide (CO2) | 96.0%   | 0.04%    |
| Argon (Ar)           | 2.1%    | 0.93%    |
| Nitrogen (N2)        | 1.9%    | 78.08%   |
| Oxygen (O2)          | 0.145%  | 20.94%   |
| -------------------- | ------- | -------- |

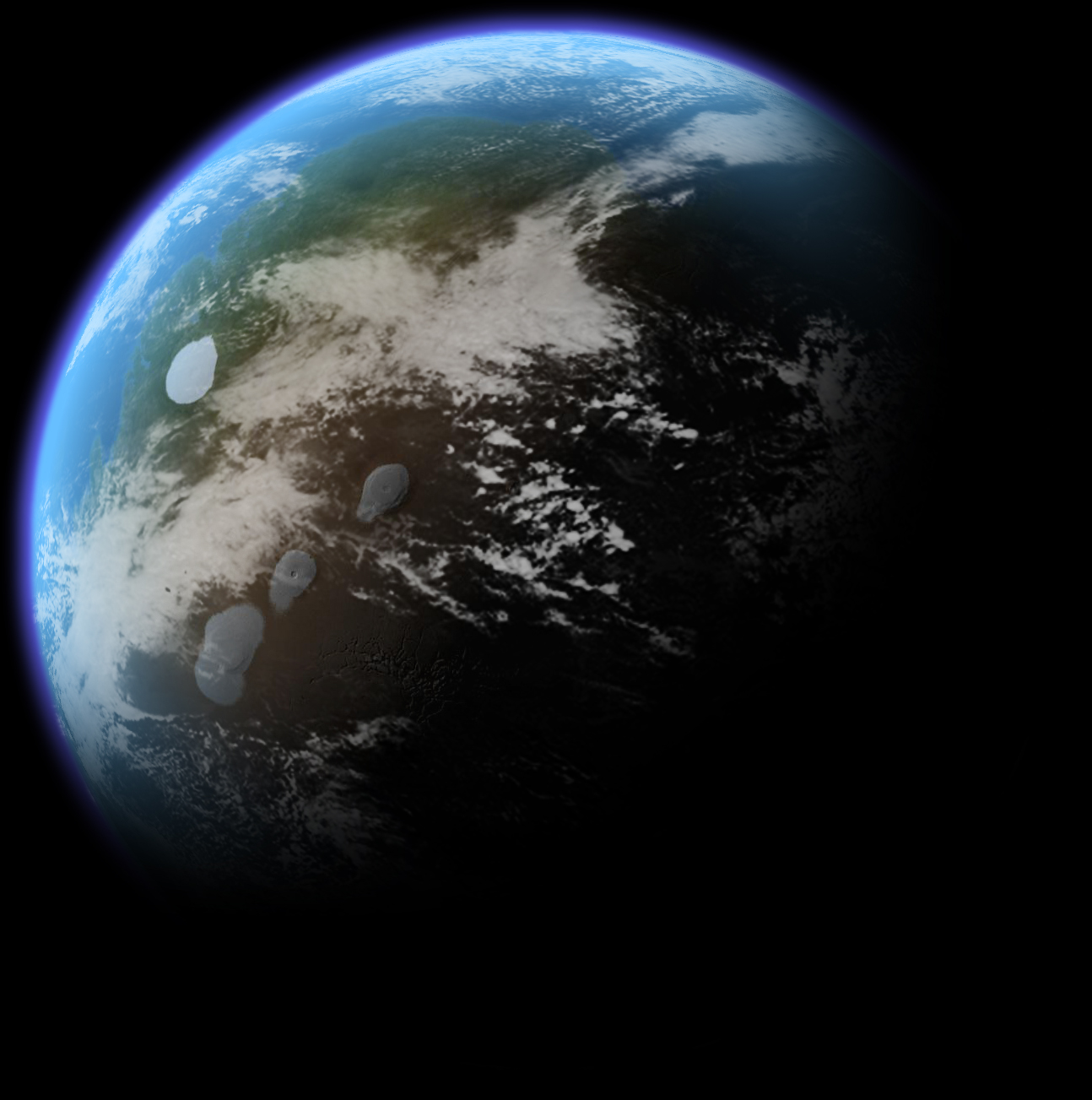
Ý tưởng của họa sĩ về một Sao Hỏa được cải sinh tập trung vào khu vực Tharsis

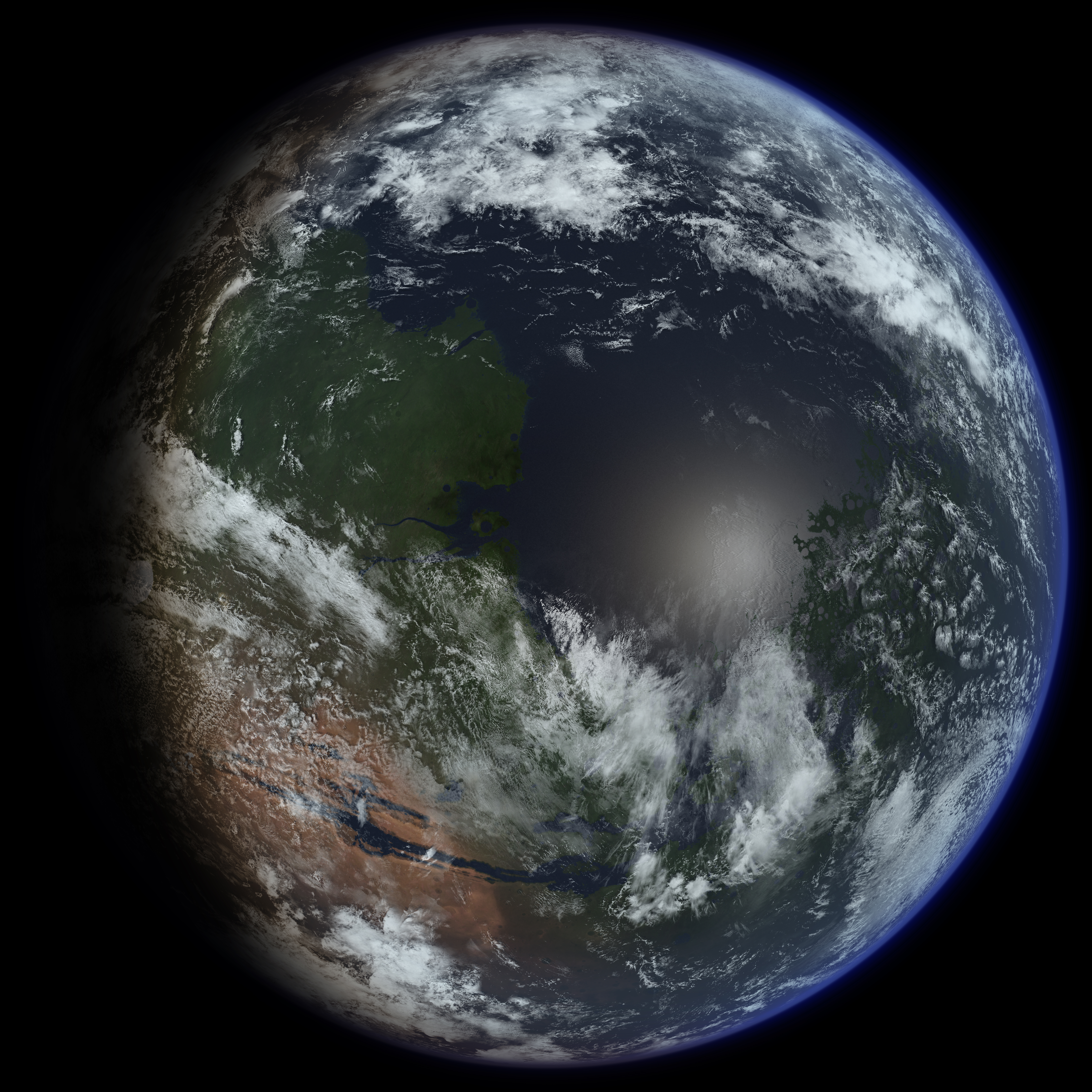
Ý tưởng của họa sĩ về một Sao Hỏa được cải sinh. Bức tranh này lấy trung tâm xấp xỉ tại đường kinh tuyến gốc, 30° Vĩ Bắc và một đại dương mà đã được giả thiết có mặt nước biển thấp hơn độ cao mặt đất trung bình 2 kilômét. Đại dương này nhấn chìm những gì mà giờ ta gọi là Vastitas Borealis, Acidalia Planitia, Chryse Planitia, và Xanthe Terra; phần đất liền nhìn thấy được là Tempe Tera ở bên trái, Aonia Terra ở dưới cùng, Tera Mẻidiani ở góc dưới phải, và Arabia Terra ở phía trên phải. Những dòng sông mà đổ ra biển ở phía góc dưới bên phải ở chỗ mà ngày nay gọi là Valles Marineris và Ares Vallis và hồ nước lớn ở góc dưới bên phải nằm ở chỗ mà ngày nay là Aram Chaos.

Quá trình cải sinh Sao Hỏa sẽ cần 3 thay đổi chủ chốt cùng lúc: xây dựng một bầu khí quyển, giữ ấm, và ngăn chặn khí quyển thoát ra ngoài vũ trụ. Khí quyển của Sao Hỏa tương đối mỏng và áp suất khí quyển tại bề mặt Sao Hỏa rất thấp. Bởi vì khí quyển sao hỏa chủ yếu bao gồm CO2, một loại khí nhà kính, nên một khi Sao Hỏa bắt đầu nóng lên, CO2 sẽ giúp giữ lại nhiệt lượng gần bề mặt. Hơn nữa, khi nóng lên, thêm nhiều CO2 sẽ được giải phóng vào khí quyển từ trữ lượng băng khô CO2 ở 2 cực, giúp đẩy nhanh hiệu ứng nhà kính. Điều này có nghĩa rằng 2 quá trình hình thành bầu khí quyển và làm nóng khí quyển sẽ tương trợ nhau, bổ trợ vào quá trình cải sinh Sao Hỏa.
Môi trường khắc nghiệt được tạo ra bởi chuyển động các luồng khí sẽ hình thành và duy trì các cơn bão bụi lớn, cũng làm nóng bầu khí quyển (bằng việc hấp thụ bức xạ mặt rời).

### Làm bay hơi Carbon dioxide
Hiện tại có đủ CO2 ở 2 địa cực và bên trong lớp đất đá trên Sao Hỏa để nếu chúng bốc hơi do việc khí hậu ấm lên vài độ, sẽ làm tăng áp suất khí quyển lên tới 30 kilôpascal (0,30 atm), tương đương ở đỉnh Everest, nơi mà áp suất khí quyển là 33,7kPa (0,333atm). Dù con người không thể thở được trong bầu khí quyển này, áp suất của nó vẫn cao hơn giới hạn Armstrong (giới hạn mà khi đó áp suất không khí đủ thấp để nước trong người sôi ở nhiệt độ 37 °C) và sẽ loại bỏ sự cần thiết của đồ bảo hộ. Thực vật phù du cũng có thể chuyển hoá khí CO2 thành khí O2, rất quan trọng vì với nhiệt độ thấp của Sao Hoả, theo định lý Henry, sẽ có một tỉ lệ cao giữa CO2 tan trong nước với CO2 trong không khí.

### Cung cấp Ammonia
Một phương pháp phức tạp hơn dùng amonia như một khí nhà kính. Có khả năng rằng một lượng lớn amonia tồn tại ở trạng thái đông đặc trên những tiểu hành tinh ở vòng ngoài hệ mặt trời. Việc dịch chuyển chúng về bầu khí quyển Sao Hoả là một điều khả thi.  Vì amonia (NH3) theo khối lượng phần lớn là Nitơ nên nó có thể cung cấp lượng khí trơ cần thiết cho không khí. Những va chạm thiên thạch chứa amonia nhỏ hơn nhưng kéo dài cũng sẽ giúp tăng nhiệt độ và khối lượng của khí quyển Sao Hoả.
Nhu cầu cho khí trơ là một thách thức mà mọi việc xây dựng khí quyển đều phải vượt qua. Trên Trái Đất, Nitơ là thành phần chính của không khí, chiếm tới 78%. Sao Hoả cũng sẽ cần một thành phần khí trơ tương tự dù không nhất thiết phải nhiều như vậy. Việc thu thập đủ khí Nitơ, Argon hay một số khí trơ tương tự là rất khó.

### Cung cấp các Hydrocarbon
Cách khác để tạo một bầu khí quyển cho Sao Hỏa là cung cấp khí Methane hoặc các Hydrocarbon khác, những khí có nhiều trong khí quyển của mặt trăng Titan và trong các hồ của Titan. Methane có thể thoát vào khí quyển và hoạt động góp phần vào hiệu ứng nhà kính. Methane hoặc các hydrocarbon khác có thể giúp tăng áp suất của khí quyển. Các khí này có thể sử dụng để tạo ra nước và CO2 cho khí quyển Sao Hỏa:
CH4 + 4 Fe2O3 → CO2 + 2 H2O + 8 FeO
Phản ứng này có thể xảy ra nhờ xúc tác bằng nhiệt hoặc bằng bức xạ tia cực tím mặt trời. Phần lớn sản phẩm của phản ứng sẽ là CO2 và nước, các yếu tố cần thiết cho sự quang hợp - bước tiếp theo của quá trình cải sinh Sao Hỏa.

### Cung cấp Hydro
Hydro có thể được cung cấp cho khí quyển và hình thành thủy quyển. Ví dụ, H2 có thể phản ứng với Fe2O3 từ đất trên Sao Hỏa, nước sẽ là sản phẩm của phản ứng:
H2 + Fe2O3 → H2O + 2FeO
Phụ thuộc vào mức độ của CO2 trong khí quyển, việc cung cấp H2: phản ứng với H2 sẽ sinh ra nước, nhiệt và than chì thông qua phản ứng Bosch. Hoặc, phản ứng của H2 với CO2 trong khí quyển thông qua phản ứng Sabatier sẽ tạo ra methane và nước.

### Sử dụng các hợp chất Flo
Bởi vì sự ổn định lâu dài của thời tiết là cần thiết cho việc duy trì dân số, việc sử dụng những khí nhà kính mạnh có chứa Flo, có thể là Sulfur hexafluoride (SF6) hoặc các halocarbon như chlorofluorocarbons (CFC) và perfluorocarbons (PFC) đã được đề xuất. Những loại khí này là những loại khí có triển vọng nhất để đưa vào bầu khí quyển Sao Hoả vì chúng là những khí nhà kính rất mạnh, gấp hàng ngàn lần khí CO2. Có thể làm điều này một cách khá rẻ tiên bằng cách bắn nhiều tên lửa đem CFC nén cho đâm vào Sao Hoả. Khi tên lửa đâm xuống đất thì nó sẽ giải phóng lượng CFC mà nó đem theo và bầu khí quyển. Cần phải bắn một cách đều đặn nhiều loạt "tên lửa CFC" này trong vòng hơn một thập kỉ trong khi Sao Hoả biến đổi một cách hoá học và trở nên ấm hơn.
Để làm thăng hoa những sông băng CO2 ở cực nam, bầu khí quyển Sao Hoả sẽ cần thêm khoảng 0.3 microbar CFC, tương đương với một khối lượng khoảng 39 triệu mét khối. Lượng CFC này gấp khoảng 3 lần lượng CFC mà đã được sản xuất trên Trái Đất từ năm 1972 đến 1992 (khi quá trình sản xuất CFC đã bị cấm bởi các hiệp ước quốc tế). Các cuộc thăm dò khoáng vật trên Sao Hoả đã ước tính được một lượng lớn Flo trong thành phần cấu tạo của nó, với mật độ 32 ppm theo khối lượng so với chỉ 19.4 ppm trên Trái Đất. Một phương pháp đề nghị khai thác khoáng sản giàu Flo trên Sao Hoả để sản xuất CFC và PFC, duy trì nhiệt độ bầu khí quyển giống Trái Đất trên Sao Hoả mà đã được tạo nên trước đó. Phương pháp này giả sử rằng trên Sao Hoả những khoáng sản đó ít nhất phải phổ biến như trên Trái Đất, để duy trì việc sản xuất những khí nhà kính tối ưu (CF3SCF3, CF3OCF2OCF3, CF3SCF2SCF3, CF3OCF2NFCF3, C12F27N) cho việc giữ ấm Sao Hoả.

### Sử dụng những tấm gương bay trên quỹ đạo quanh Sao Hỏa
Những tấm gương được làm từ phim PET tráng nhôm có thể được đưa vào quỹ đạo quanh Sao Hoả để tăng lượng ánh sáng mà nó nhận được. Những tấm gương này sẽ hướng ánh sáng xuống đất và trực tiếp tăng nhiệt độ bề mặt Sao Hoả. Chúng có thể trở thành những vệ tinh địa tĩnh, hoạt động như những cánh buồm mặt trời để giữ mình tại một vị trí cố định so với Sao Hoả, ở gần địa cực, để làm thăng hoa những phiến băng khô CO2 và giúp tăng hiệu ứng nhà kính.

### Giảm thiểu suất phản chiếu
Giảm suất phản chiếu của bề mặt Sao Hoả đi sẽ giúp hấp thụ ánh nắng tốt hơn. Có thể làm điều này bằng cách rải bụi đen từ những mặt trăng của Sao Hoả, Phobos và Deimos, chính là một trong số những thiên thể tối nhất trong Hệ Mặt Trời; hoặc có thể du nhập những sinh vật tối màu có thể sống ở điều kiện khắc nghiệt như vi khuẩn, tảo và địa y. Khi đó mặt đất sẽ có thể hấp thụ nhiều ánh nắng hơn, làm ấm bầu khí quyển.
Nếu tảo hoặc một sinh vật xanh nào khác tồn tại, chúng cũng sẽ góp một lượng Ôxi nhỏ cho không khí, dù không đủ cho con người thở. Quá trình trao đổi tạo Ôxi là rất phụ thuộc vào nước. CO2 phần lớn được chuyển đổi thành hiđrat cacbon. Vào ngày 26 tháng 4 năm 2012, các nhà khoa học đã thông báo rằng địa y đã sống sót và cho thấy kết quả đáng chú ý với khả năng thích nghi quá trình quang hợp trong vòng 34 ngày dưới điều kiện trên Sao Hoả tại phòng thí nghiệm Mars Simulation Laboratory (MSL) được vận hành bởi German Aerospace Center (DLR).

### Va chạm của tiểu hành tinh
Một cách khác để tăng nhiệt độ Sao Hỏa là va chạm trực tiếp một tiểu hành tinh nhỏ vào bề mặt Sao Hỏa. Điều này có thể thực hiện bằng cách sử dụng các tia laser ngoài không gian hoặc một số phương pháp khác để làm biến đổi quỹ đạo tiểu hành tinh. Năng lượng va chạm sẽ được giải phóng thành nhiệt. Lượng nhiệt này có thể làm bay hơi CO2, hoặc nếu ở nước tồn tại dạng lỏng ở giai đoạn này của quá trình cải tạo, nước sẽ bay hơi và hơi nước cũng là một loại khí nhà kính. Các tiểu hành tinh có thể được lựa chọn dựa vào thành phần của chúng, như amonia, sẽ được phân tán vào Sao Hỏa khi va chạm, bổ sung thêm khí nhà kính vào khí quyển. Các tia chớp có thể tạo nên các lớp nitrat trong đất Sao Hỏa. Sự tác động của các tiểu hành tình vào các lớp nitrat này sẽ giải phóng thêm nitơ và oxy vào khí quyển.

## Nhiệt động học của quá trình cải sinh
Toàn bộ năng lượng cần thiết để làm bốc hơi CO2 từ khối băng cực nam được mô hình hóa bởi Zubrin và McKay. Việc tăng nhiệt độ 2 cực thêm 4 độ kelvin sẽ là cần thiết để kích thích hiệu ứng nhà kính. Nếu sử dụng các gương trên quỹ đạo, ước tính cần 120 MWe-năm would để tạo ra các gương đủ lớn để làm bay hơi băng ở các cực. Đây được coi là phương pháp hiệu quả nhất, mặc dù ít thực tiễn. Nếu sử dụng các khí nhà kính halocarbon, sẽ cần 1000 MWe-năm để làm được điều này. Mặc dù không hiệu quả khi so sánh, nó lại được công nhận là phương pháp nhiều thực tiễn nhất. Việc va chạm với một tiểu hành tinh, thường được coi là một hiệu ứng hợp lực, sẽ cần xấp xỉ 4 tiểu hành tinh chứa 10 tỷ tấn ammonia để kích hoạt hiệu ứng nhà kính, với nhiệt độ tăng lên tổng cộng 8 độ.